# Le monde ne suffit pas (bande originale)
Pour les articles homonymes, voir The World Is Not Enough.
Albums de David Arnold
Godzilla
(1998) Shaft
(2000)
Bandes originales James Bond
Demain ne meurt jamais
(1997) Meurs un autre jour
(2002)
La bande originale du film Le monde ne suffit pas, le 19e James Bond, a été mise en vente par MCA et Radioactive le 9 novembre 1999 aux États-Unis et le 19 janvier 2000 au Japon. La musique est composée par David Arnold. C'est la deuxième bande originale de la série des James Bond consécutive composé par David Arnorld.

## Développement
L'album comporte plusieurs morceaux de musique électronique qui, selon Arnold, rende la bande originale plus contemporaine. Pour coller au pays visité comme la Turquie et l'Asie centrale il engage le percussionniste Pete Lockett, le joueur de qanun Abdullah Chhadeh et la chanteuse Natacha Atlas.
Arnold a brisé la tradition en ne terminant pas le film avec une nouvelle chanson ou une reprise du thème d'ouverture. À l'origine, Arnold avait l'intention d'utiliser la chanson Only Myself To Blame, écrit par David Arnold et Don Black et chanté par Scott Walker et inspiré par la romance ratée entre Bond et Elektra King, qui s'avère être une méchante. Toutefois, le réalisateur Michael Apted a estimé que le morceau était trop déprimant pour la fin du film et Arnold l'a donc remplacé par un remix techno de la James Bond Theme. Only Myself To Blame, est la dix-neuvième et dernière piste de l'album.
La bande-son a été enregistrée en six jours au mois de septembre 1999 par un orchestre de 83 musiciens dirigé par Arnold et son collaborateur Nicholas Dodd. Dodd a décrit The World Is Not Enough comme son thème de James Bond préféré.
Elektra King a son propre thème dans le film, on l'entend notamment dans les morceaux Casino, Elektra's Theme et I Never Miss. Arnold a ajouté deux nouveaux thèmes pour le répertoire de Bond avec cet album, les deux sont réutilisés dans Meurs un autre jour. Le premier est un thème d'action, réalisée sur la partie supérieure des registres du piano, entendu au cours de Pipeline et Submarine Le second est un thème de romance, d'abord entendu dans le film au cours de la séquence de ski, cela correspond au morceau Christmas in Turkey.

## Titres
| 1.    | The World Is Not Enough (interprété par Garbage)   | 3:55  |
| 2.    | Show Me The Money                                  | 1:27  |
| 3.    | Come In 007, Your Time Is Up                       | 5:19  |
| 4.    | Access Denied                                      | 1:33  |
| 5.    | M's Confession                                     | 1:31  |
| 6.    | Welcome To Baku                                    | 1:42  |
| 7.    | Casino                                             | 2:55  |
| 8.    | Ice Bandits                                        | 3:42  |
| 9.    | Elektra's Theme                                    | 2:06  |
| 10.   | Body Double                                        | 3:00  |
| 11.   | Going Down - The Bunker                            | 6:27  |
| 12.   | Pipeline                                           | 4:15  |
| 13.   | Remember Pleasure                                  | 2:46  |
| 14.   | Caviar Factory                                     | 6:01  |
| 15.   | Torture Queen                                      | 2:22  |
| 16.   | I Never Miss                                       | 3:32  |
| 17.   | Submarine                                          | 10:20 |
| 18.   | Christmas In Turkey                                | 1:27  |
| 19.   | Only Myself To Blame (interprété par Scott Walker) | 3:37  |
| 68:21 |                                                    |       |